# コーバリス＝ベントン郡公共図書館
コーバリス＝ベントン郡公共図書館（英: Corvallis-Benton County Public Library）は、アメリカ合衆国オレゴン州コーバリスにある公共図書館。モットーは『人々に情報を』（"Bringing people and information together"）。市と郡が共同運営する図書館システムの一部であり、アルシー、モンロー、フィロマスに分館があるほか、移動図書館もある。当初の建物は1932年にピエトロ・ベルーシにより設計された。その後、増築が1965年と1992年に行われた。
この図書館の歴史はThomas C. McClintock著『The best gift : the history of the Corvallis-Benton County Public Library』（2008, Corvallis-Benton County Public Library Foundation, ISBN 978-0-9797128-1-4）に纏められている。
Hennen's American Public Library Ratingsにより、対象人口に基づく全米の図書館10傑に複数回選ばれている（1997年、1999年、2000年）。